# 北島朋子
北島 朋子（きたじま ともこ、1987年3月19日 - ）は、日本プロ麻雀協会所属の女性プロ雀士。第14期女流名人。東京都新宿区出身。朝鮮家庭料理店「コッチュ」を経営している。

## 人物
- 愛称はともちゃん。苗字が北島であるが故に「さぶちゃん」と呼ばれていた時期もある。
- 趣味はカラオケ、買物。
- ドラえもんが好き。
- プロ同期生の涼崎いづみ、桜庭史恵と親交が深い。
- 他団体との交流も幅広く、成瀬朱美、二階堂亜樹とも親交が深い。

## 経歴
- 2005年3月 最高位戦日本プロ麻雀協会 31期前期合格
- 2009年4月 第14期女流名人戦 優勝 初タイトル
- 2010年3月 第14期女流名人戦 ベスト8
- 2010年5月 夕刊フジ杯 準優勝
- 2015年 日本プロ麻雀協会入会[1]。

## 出演
- 2008年 MONDO21『はこパラ女流麻雀プロ対抗戦』出演
- 2009年 竹書房 DVD-BOX『近代麻雀×MONDO21 片山まさゆき・萩原聖人 麻雀DIVAリーグ』
- 2010年 フジテレビNEXT『美女と麻雀』